# Wereldjongerendagen
De Wereldjongerendagen (WJD) zijn internationale bijeenkomsten die om de drie jaar door de Rooms-Katholieke Kerk worden georganiseerd. Deze vinden plaats in of bij een grote stad, afwisselend in Europa of in elders in de wereld. Afhankelijk van de plaats van samenkomst worden ze door honderdduizenden tot soms meer dan drie miljoen voornamelijk katholieke jongeren bijgewoond.

## Achtergrond en kenmerken
In 1984 werden de Wereldjongerendagen in het leven geroepen door paus Johannes Paulus II om een hart onder de riem te steken van de jonge gelovigen en als een belangrijk onderdeel van de evangelisatie. De Wereldjongerendagen brengen vooral jongeren tussen de 16 en 35 bijeen om na te denken over de rol van God in het hedendaagse leven. De XVe Wereldjongerendagen in 2000 werden in Rome georganiseerd omdat het jaar 2000 door paus Johannes Paulus II werd uitgeroepen tot Heilig Jaar.
Normaal worden de Wereldjongerendagen om de drie jaar georganiseerd, afwisselend in een Europees land en een land van een ander continent. Afhankelijk van de bereikbaarheid en de daarmee gepaard gaande reiskosten, trekken de Wereldjongerendagen tussen de paar honderdduizend en de paar miljoen bezoekers.
In de jaren dat er geen internationale ontmoeting is, wordt een Wereldjongerendag (enkelvoud) per land of per bisdom gevierd. Deze dag vond altijd plaats op Palmzondag en sinds 2021 op Christus Koning, de laatste zondag van het kerkelijk jaar.
Ter gelegenheid van de Wereldjongerendagen publiceerde het Vaticaan een decreet, waarin werd aangekondigd dat de deelnemers van de Wereldjongerendagen een aflaat kunnen krijgen. Hiertoe moet wel aan al de volgende voorwaarden worden voldaan:
- niet in een zondige staat verkeren, dus deelnemen aan de biecht
- ter communie gaan
- bidden voor de paus

## Overzicht
| Jaar | Plaats                          | Aanwezigen | Dagen              | Thema                                                                                            |
| ---- | ------------------------------- | ---------- | ------------------ | ------------------------------------------------------------------------------------------------ |
| 1984 | Sint-Pietersplein, Vaticaanstad | 30.000     | 1 (15 april)       | Heilig Jaar van de Verlossing                                                                    |
| 1985 | Sint-Pietersplein, Vaticaanstad | 30.000     | 1 (31 maart)       | Internationaal Jaar van de Jeugd                                                                 |
| 1987 | Buenos Aires, Argentinië        | 1.000.000  | 2 (11-12 april)    | Zo hebben wij de liefde leren kennen die God voor ons heeft, en wij geloven in haar. (Joh. 4,16) |
| 1989 | Santiago de Compostella, Spanje | 400.000    | 6 (15-20 augustus) | Ik ben de Weg, de Waarheid en het Leven. (Joh. 14, 6)                                            |
| 1991 | Czestochowa, Polen              | 1.600.000  | 6 (10-15 augustus) | U hebt de Geest ontvangen om Gods kinderen te zijn. (Rom. 8,15)                                  |
| 1993 | Denver, Verenigde Staten        | 500.000    | 6 (10-15 augustus) | Ik ben gekomen opdat ze leven mogen bezitten, en wel in overvloed. (Joh. 10, 10)                 |
| 1995 | Manilla, Filipijnen             | 5.000.000  | 6 (10-15 augustus) | Zoals de Vader Mij gezonden heeft, zo zend Ik jullie. (Joh. 20, 21)                              |
| 1997 | Parijs, Frankrijk               | 1.600.000  | 6 (19-24 augustus) | Rabbi, waar houdt U uw verblijf? - Kom mee en je zult het zien. (Joh. 1,38-39)                   |
| 2000 | Sint-Pietersplein, Vaticaanstad | 2.000.000  | 6 (15-20 augustus) | Ja, het Woord is vlees geworden! Hij is onder ons zijn tent komen opslaan. (Joh. 1,14)           |
| 2002 | Toronto, Canada                 | 800.000    | 6 (23-28 juli)     | Jullie zijn het zout van de aarde. Jullie zijn het licht van de wereld. (Mat. 5,13-14)           |
| 2005 | Keulen, Duitsland               | 1.200.000  | 6 (16-21 augustus) | Wij zijn gekomen om Hem te aanbidden. (Mat. 2,2)                                                 |
| 2008 | Sydney, Australië               | 400.000    | 6 (15-20 juli)     | Wanneer de heilige Geest over jullie komt, zullen jullie kracht ontvangen. (Hnd. 1,8)            |
| 2011 | Madrid, Spanje                  | 2.000.000  | 6 (16-21 augustus) | Geworteld en opgebouwd in Jezus Christus, standvastig in het geloof. (Kol. 2,7)                  |
| 2013 | Rio de Janeiro, Brazilië        | 3.700.000  | 6 (23-28 juli)     | Ga, en maak alle volken tot mijn leerlingen. (Mat. 28,19)                                        |
| 2016 | Krakau, Polen                   | 3.000.000  | 7 (25-31 juli)     | Zalig zijn de barmhartigen, want hun zal barmhartigheid geschieden (Mat. 5, 7)                   |
| 2019 | Panama-Stad, Panama             | 700.000    | 6 (22-27 januari)  | Zie de dienstmaagd des Heren; mij geschiede naar uw woord. (Luc. 1, 38)                          |
| 2023 | Lissabon, Portugal              | 1.500.000  | 6 (01-06 augustus) | Maria reisde met spoed (Luc. 1, 39)                                                              |

## Diocesaan
In de jaren dat er geen internationale ontmoeting is, wordt een Wereldjongerendag op het niveau van het bisdom gevierd. Dit vindt altijd plaats op het Hoogfeest van Christus Koning. Voorheen was dit in het weekend van Palmzondag.
| Datum         | Thema |
| ------------- | --- |
| 27 maart 1988 | Wat Hij u ook beveelt, doe het maar. (Joh. 2,5)                                                                              |
| 8 april 1990  | Ik ben de wijnstok en jullie zijn de ranken. (Joh. 15, 5)                                                                    |
| 12 april 1992 | Trek heel de wereld door om aan elk schepsel de goede boodschap te verkondigen. (Mc 16,15)                                   |
| 27 maart 1994 | Zoals de Vader Mij gezonden heeft, zo zend Ik jullie. (Joh. 20,21)                                                           |
| 31 maart 1996 | Maar Heer, naar wie zouden we gaan? In uw woorden vinden we inderdaad eeuwig leven. (Joh. 6, 68)                             |
| 5 april 1998  | De Heilige Geest zal u alles leren. (cfr Joh. 14, 26)                                                                        |
| 28 maart 1999 | De Vader houdt van u. (cfr Joh. 16, 27)                                                                                      |
| 8 april 2001  | Als iemand achter Mij aan wil komen, laat hij dan met zichzelf breken, dagelijks zijn kruis opnemen en Mij volgen. (Lc 9,23) |
| 13 april 2003 | Daar is je moeder. (Joh. 19, 27)                                                                                             |
| 4 april 2004  | We zouden Jezus willen ontmoeten. (Joh. 12, 21)                                                                              |
| 9 april 2006  | Uw woord is een lamp voor mijn voeten, uw woord is een licht op mijn weg. (Ps. 119, 105)                                     |
| 8 april 2007  | Met de liefde die Ik jullie heb toegedragen, moeten jullie ook elkaar liefhebben. (Joh. 13, 34)                              |
| 5 april 2009  | Wij hebben onze hoop gesteld op de levende God. (1 Tim. 4,10)                                                                |
| 28 maart 2010 | Goede Meester, wat moet ik doen om deel te krijgen aan het eeuwig leven? (Mc 10,17)                                          |
| 1 april 2012  | Verblijdt u altijd in de Heer. (Fil. 4,4)                                                                                    |
| 13 april 2014 | Zalig zijn de armen van geest, want van hen is het Koninkrijk der hemelen. (Mt 5,3)                                          |
| 29 maart 2015 | Zalig de zuiveren van hart, want ze zullen God zien (Mt 5,8)                                                                 |
| 9 april 2017  | Grote dingen heeft de Machtige met mij gedaan. Heilig is zijn naam. (Luc. 1,49)                                              |
| 25 maart 2018 | Schrik niet, Maria, u hebt genade gevonden bij God. (Luc. 1,30)                                                              |

## Edities

### WJD 1997: Parijs
Tijdens de WereldJongerenDagen in Parijs vond onder meer de zaligverklaring van de literatuurhistoricus Frédéric Ozanam (1813-1853) plaats.

### WJD 2000: Vaticaanstad / Rome
Het Sint Pieterplein was deze editie de centrale plaats voor de WereldJongerenDagen.

### WJD 2002: Toronto
De WereldJongerenDagen waren dit jaar in Canada: Toronto. Dit was het laatste editie waar Paus Johannes Paulus II aan deelnam.

### WJD 2005: Keulen

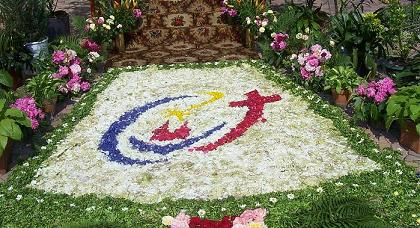
logo WJD 2005 in Keulen

Van 16-21 augustus 2005 zijn de XXe (internationale) Wereldjongerendagen in het Aartsbisdom Keulen (Noordrijn-Westfalen/Duitsland) gehouden. In Keulen (en deels in Düsseldorf en Bonn) zijn uiteindelijk 1.1 miljoen (jonge) gelovigen uit bijna 200 landen samengekomen, ondersteund door ca. 30.000 vrijwilligers. Bij de manifestatie waren 7.000 journalisten aanwezig. Het budget voor de organisatie kwam uit op 100 miljoen euro. Uit België zakten 1.100 deelnemers af naar Duitsland en uit Nederland zo'n 5.000. Voor beide landen was dit de grootste aanwezigheid sinds de invoering in 1985.
Voor de uit het Duitse Beieren afkomstige Paus Benedictus XVI waren deze Wereldjongerendagen zijn eerste internationale reis en wel aan zijn geboorteland. Tijdens zijn vierdaagse (staats-)bezoek aan de XXe Wereldjongerendagen waren er tevens ontmoetingen en (oecumenische) gesprekken met vertegenwoordigers van de Duitse Evangelisch-Lutherse Kerk, de Islam en de Duitse regering. Bovendien bracht hij een uniek bezoek aan een synagoge.
De kosten van de Wereldjongerendagen in 2005 bedroegen tussen de 95 en 100 miljoen euro. Ongeveer 70% van de kosten werden gedragen door de deelnemers en de Katholieke Kerk in Duitsland. Uit de verkoop van souvenirs en bijdragen van bedrijven werd 15% van de kosten bestreden. Circa 12 miljoen euro werd bijgedragen door de stad Keulen, de deelstaat Noordrijn-Westfalen en de Bondsrepubliek Duitsland. De EU stuurde 1,75 miljoen euro bij, ongeveer 1,75% van de kosten. 250.000 euro daarvan voorzag in een bijdrage aan honderd vrijwilligers, die gedurende zes maanden werkzaam waren in het kader van het Europees Jeugdprogramma. Op deze steun, die niet goedgekeurd werd tijdens de stemming der Europese begroting (maar wel via een afzonderlijke parlementsresolutie), werd kritiek geuit door de Belgische euro-parlementariërs Véronique De Keyser, Bart Staes, Dirk Sterckx en anderen.

### WJD 2008: Sydney
In 2008 vonden van 15 tot en met 20 juli de XXIIIe Wereldjongerendagen (WJD) plaats in Sydney, Australië. In het logo waren zowel de Engelse afkortingen van de Internationale World Youth Days (WYD) als Sydney (Syd) verwerkt ('WYDSYD 2008'). Het thema voor deze Wereldjongerendagen was: "Wanneer de heilige geest over jullie komt, zullen jullie kracht ontvangen en mijn getuigen zijn" (Hand. 1;8). (In het Engels: "You will receive power when the Holy Spirit comes upon you; and you will be my witnesses" (act1v8).) Ongeveer 700 Nederlandse en ongeveer 450 Belgische jongeren zijn hiernaartoe afgereisd om dit evenement mee te maken.
De openingsmis was op dinsdag 15 juli en werd bijgewoond door zo'n 150.000 jonge pelgrims van tussen de 16 en 30 jaar oud. Een van de hoogtepunten van deze editie was 'the stations of the cross' (vert. 'de kruisweg'). Dit was een voorstelling van de lijdensweg van Jezus Christus door het centrum van Sydney. De lijdensweg begon bij St Mary's Cathedral en leidde langs het Opera House, Darling Harbour en uiteindelijk Barangaroo. De afsluitende mis met Paus Benedictus XVI op Randwick Racecourse werd bijgewoond door zo'n 400.000 jongeren.

### WJD 2011: Madrid
Van 16 tot 21 augustus 2011 vonden de XXVIe Wereldjongerendagen plaats in de Spaanse hoofdstad Madrid. De Wereldjongerendagen in Madrid waren de laatste Wereldjongerendagen waar deze paus bij aanwezig was. Centrale plekken in de stad werden het toneel van de meer dan 1 miljoen jongeren die het evenement bezochten. De slotviering op de vliegbasis Cuatro Vientos werd naar schatting door bijna 1,5 miljoen mensen bijgewoond. Het evenement werd voor 70% gefinancierd door de pelgrims zelf. De overige 30% werd bijgedragen door de bedrijfswereld en private partijen.
Het was, na Santiago de Compostella in 1989, de tweede keer dat de Wereldjongerendagen in Spanje plaatsvonden. Het thema van 2011 werd ontleend aan de brief van Paulus aan de Colossenzen en betrof de zin: "in Hem geworteld, op Hem gebouwd, steunend op het geloof dat men u geleerd heeft" (Col 2:7). Bij de slotviering werd bekendgemaakt dat de Wereldjongerendagen in 2013 zouden worden gehouden in Rio de Janeiro (Brazilië). In tegenstelling tot de tussenliggende periodes van drie jaar, die de jaren ervoor meestal werd aangehouden, werd het evenement een jaar eerder gepland. Dit hing samen met Wereldkampioenschappen voetbal (2014) en Olympische Zomerspelen (2016) die eveneens plaatsvonden in Brazilië.

### WJD 2013: Rio de Janeiro
De Wereldjongerendagen van 2013 in Rio de Janeiro vonden al twee jaar na de vorige editie plaats, omdat het jaar erna het WK voetbal in Brazilië zou worden georganiseerd. Na het onverwachte aftreden van paus Benedictus begin 2013, waren dit de eerste Wereldjongerendagen waarbij paus Franciscus aanwezig was. Aan de afsluitende misviering op het strand van Copacabana hebben volgens diverse schattingen zo’n drie miljoen mensen deelgenomen.

### WJD 2016: Krakau

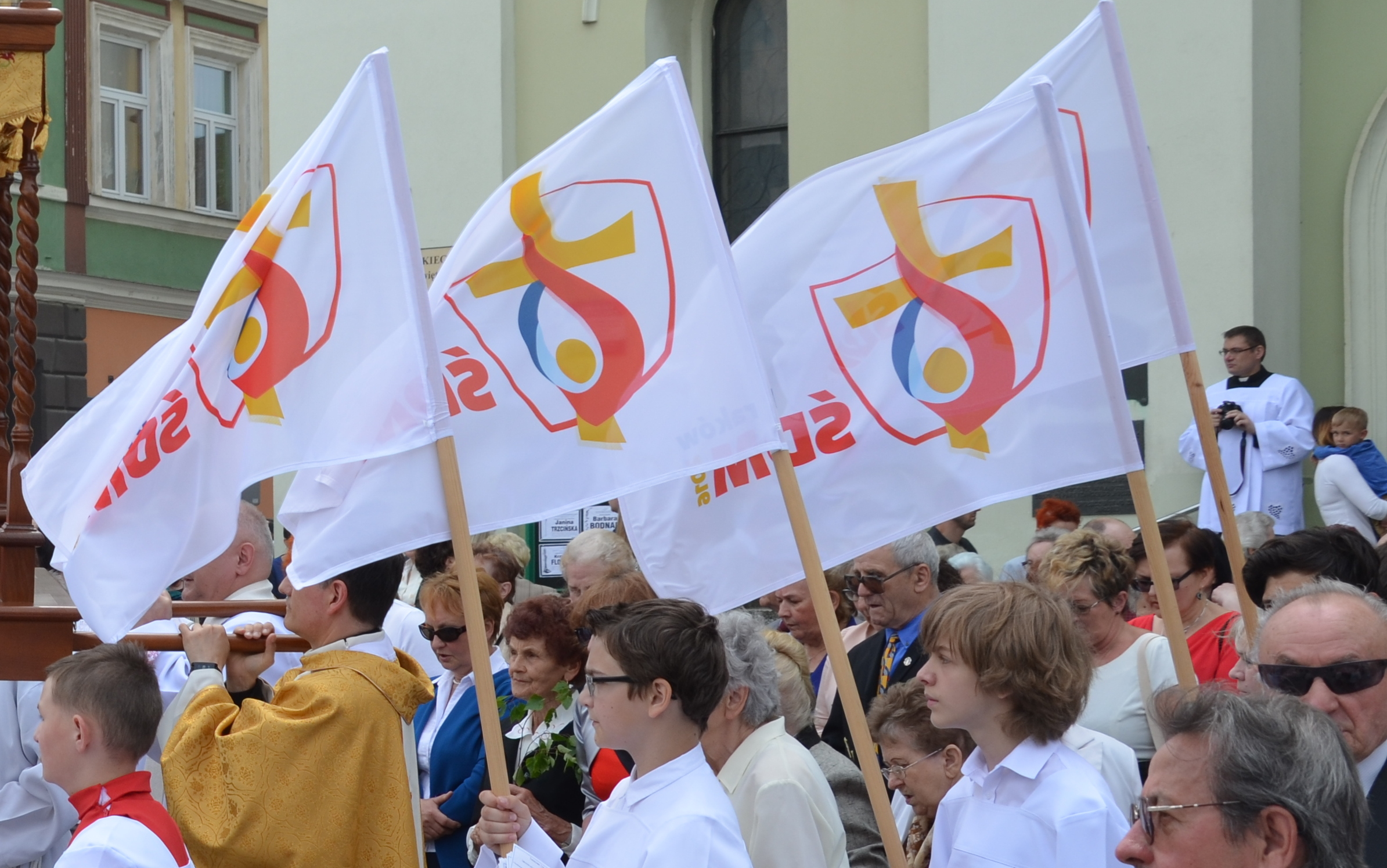
Wereldjongerendagen 2016 in Krakau

De Wereldjongerendagen van 2016 vonden weer 3 jaar na de vorige plaats. Dit keer in de Poolse stad Krakau. De bijeenkomsten duurden van dinsdag 26 tot en met zondag 31 juli. Paus Franciscus bezocht de WJD van woensdag tot en met zondag. Op de eerste dag werd in het Franse Saint-Étienne-du-Rouvray bij een door IS opgeëiste aanslag de 86-jarige priester Jacques Hamel vermoord. Hier werd door de verzamelde gelovigen bij stil gestaan. De paus reageerde tijdens zijn reis naar Polen op de recente aanslagen in de wereld. Hij zei dat de wereld in oorlog is omdat ze de vrede verloren heeft. Iets later benadrukte hij dat het naar zijn mening geen religieuze oorlog is, maar dat het gaat om economische belangen en overheersing.